# Blok Centrum
Blok Centrum (zwany też Blokiem Demokratycznym) – polityczna reprezentacja postępowych i ludowych ugrupowań zaboru rosyjskiego działająca od listopada 1914 do lipca 1915
Po rozpadnięciu w listopadzie 1914 Zjednoczenia Organizacji Niepodległościowych powstał jako półjawne ugrupowanie skupiające stronnictwa centrowe o zbliżonym do siebie programie politycznym. W jego skład wchodziły Polskie Zjednoczenie Postępowe (PZP), Polska Partia Postępowa (PPP), Polskie Zjednoczenie Narodowe (PZN), Stronnictwo Narodowo-Radykalne (SN-R), Stronnictwo Pracy Narodowej (SPN) i grupa "Zarania". Działaczami Bloku Centrum byli: Aleksander Świętochłowski, Henryk Konic, Józef Weyssenhof, Wacław Łypacewicz, Kazimierz Życki, Edward Potemski, Antoni Ponikowski, Gustaw Simon, Antoni Marylski-Łuszczewski, Aleksander Rosset, Wincenty Biskupski, Stanisław Popowski, Emil Stanisław Rappaport, Eugeniusz Śmiarowski, Stanisław Patek, Ludomir Grendyszyński, Edward Natanson, Stefan Dziewulski, Bohdan Straszewicz. Organami prasowymi Bloku były pisma "Głos Wolny" i "Refleksje Polityczne".
Blok Centrum był przedmiotem zabiegów zarówno Naczelnego Komitetu Narodowego, Unii Stronnictw Niepodległościowych jak i Komitetu Narodowego Polskiego chcących pozyskać go do swoich przeciwstawnych koncepcji rozwiązania sprawy polskiej. Doprowadziło to w 1915 do stopniowego rozpadu tej reprezentacji. Na początku, w lutym 1915 wystąpiły z niego PZP i PPP gdy pozostali partnerzy nie chcieli przystać na powstanie nowej reprezentacji pod nazwą Bloku Demokratycznego programowo zbliżonego do KNP. Stronnictwa te utworzyły najpierw w kwietniu 1915 Klub Demokratyczny a w październiku przystąpiły do Międzypartyjnego Koła Politycznego. Pozostałe w Bloku stronnictwa mimo sympatii do NKN ostatecznie nie poparły jego linii politycznej. Po powstaniu w grudniu 1915 Polskiego Stronnictwa Ludowego grupa "Zararania" włączyła się do prac w nim oraz w Centralnym Komitecie Narodowym. Polskie Zjednoczenie Narodowe przystąpiło do Ligi Państwowości Polskiej, zaś pozostałe SN-R i SPN lawirowały pomiędzy CKN a MKP.